# Casale Monferrato
Casale Monferrato (piemontiul: Casal Monfrà vagy Ël Casal, helyi nyelvjárásban: Casà) település Olaszországban, Piemont régióban, Alessandria megyében. Lakosainak száma 32 204 fő (2023. január 1.). Casale Monferrato Balzola, Borgo San Martino, Camagna Monferrato, Coniolo, Conzano, Frassineto Po, Morano sul Po, Occimiano, Ozzano Monferrato, Pontestura, Rosignano Monferrato, San Giorgio Monferrato, Terruggia, Villanova Monferrato, Candia Lomellina és Motta de' Conti községekkel határos.

## Népesség
A település népessége az elmúlt években az alábbi módon változott:
| Lakosok száma | 34 246 | 34 010 | 32 204 |
|               | 2017   | 2018   | 2023   |